# Кароліна Шампетьє
Кароліна Шампетьє́, також Каролін Шампетьє (фр. Caroline Champetier; нар. 16 липня 1954) — французька кінооператорка, режисерка та сценаристка. Лауреатка премії «Сезар» за найкращу операторську роботу 2011 року за фільм Про людей і богів.

## Життєпис
Закінчила Державну Вищу школу кінематографічних досліджень IDHEC. У кількох фільмах першої половини 1980-х років була асистентом Вільяма Любчанського. Як самостійний оператор виступила у 1979, починала з кінематографістами нової хвилі, згодом працювала з видатними режисерами, представниками авторського кіно декількох поколінь. Знімає як ігрові, так і документальні стрічки, працює на телебаченні. Нині — викладачка кіношколи La fémis.
Автор декількох кіносценаріїв, знімалася як акторка (зокрема, у Нобухіро Сува). Зняла кілька фільмів як режисерка, один з них (Високий приплив, 1999) отримав Золотого лебедя на Кабурському кінофестивалі романтичних фільмів як найкращий короткометражний фільм. У 2013-му показали її біографічний телефільм Берта Морізо (режисер і оператор).
Кароліна Шампетьє є членкинею Французької асоціації кінооператорів (AFC), у 2009—2012 роках була її президентом.
Кароліна Шампетьє від актора Луї-До де Ланкесе має доньку, акторку Алісу де Ленксен.
У 2023 році на 73-му Берлінському міжнародному кінофестивалі здобула нагороду Berlinale Camera за життєві досягнення.

## Вибіркова фільмографія
Оператор
| Рік  | Назва                                             | Оригінальна назва                  | Режисер/Примітки |
| ---- | ------------------------------------------------- | ---------------------------------- | --- |
| 1981 | Північний міст                                    | Le pont du Nord                    | Жак Ріветт |
| 1982 | Дуже рано, надто пізно                            | Trop tôt, trop tard                | Даніель Ює, Жан-Марі Штрауб |
| 1982 | Всю ніч                                           | Toute une nuit                     | Шанталь Акерман |
| 1984 | Класова свідомість                                | Klassenverhältnisse                | Даніель Ює, Жан-Марі Штрауб |
| 1986 | Чорна серія, епізод Велич і падіння кінокрамнички | Série noire                        | Жан-Люк Годар |
| 1987 | Арія, епізод Арміда                               | Aria                               | Жан-Люк Годар |
| 1987 | Тримайся правої сторони                           | Soigne ta droite                   | Жан-Люк Годар |
| 1988 | Сила слова                                        | Puissance de la parole             | Жан-Люк Годар |
| 1988 | Банда чотирьох                                    | La bande des quatre                | Жак Ріветт |
| 1989 | П'ятнадцятирічна дівчинка                         | La fille de 15 ans                 | Жак Дуайон |
| 1990 | Останні години тисячоліття                        | Les dernières heures du millénaire | Седрік Кан |
| 1990 | Розчарована                                       | La désenchantée                    | Бенуа Жако |
| 1991 | Я більше не чую гітари                            | J'entends plus la guitare          | Філіп Гаррель |
| 1991 | Блага звістка Марії                               | L'annonce faite à Marie            | Ален Кюні |
| 1992 | Часовий                                           | La sentinelle                      | Арно Деплешен |
| 1993 | Діти грають в Росію                               | Les enfants jouent à la Russie     | Жан-Люк Годар |
| 1993 | На жаль, мені…                                    | Hélas pour moi                     | Жан-Люк Годар |
| 1995 | Самотня дівчина                                   | La fille seule                     | Бенуа Жако |
| 1996 | Понетта                                           | Ponette                            | Бенуа Жако |
| 1998 | Школа плоті                                       | L'école de la chair                | Бенуа Жако |
| 1998 | Аліса та Мартен                                   | Alice et Martin                    | Андре Тешіне |
| 1998 | Напам'ять                                         | Par coeur                          | Бенуа Жако, документальний |
| 1999 | Вітер в ночі                                      | Le vent de la nuit                 | Філіп Гаррель |
| 2001 | Прямо на захід                                    | Carrément à l'Ouest                | Жак Дуайон |
| 2004 | До скорого!                                       | À tout de suite                    | Бенуа Жако |
| 2004 | Земля обітована                                   | Promised Land                      | Амос Гітай |
| 2004 | Принцеса Марі                                     | Princesse Marie                    | Бенуа Жако, телевізійний |
| 2005 | Бездоганна пара                                   | Un couple parfait                  | Нобухіро Сува |
| 2006 | Недоторканний                                     | L'intouchable                      | Бенуа Жако |
| 2008 | Потім ти зрозумієш                                | Plus tard tu comprendras           | Амос Гітай |
| 2008 | Нанайо                                            | Nanayomachi                        | Наомі Кавасе |
| 2008 | Вілла Амалія                                      | Villa Amalia                       | Бенуа Жако |
| 2008 | Токіо!, епізод Лайно                              | Tokyo!                             | Леос Каракс |
| 2010 | Шлюб утрьох                                       | Le mariage à trois                 | Жак Дуайон |
| 2010 | Про людей і богів                                 | Des hommes et des dieux            | Ксав'є Бовуа; • Премія «Сезар» за найкращу операторську роботу • Премія «Люм'єр» найкращому оператору • Номінація: Європейський кіноприз за найкращу операторську роботу |
| 2011 | Спорт для дівчат                                  | Sport de filles                    | Патрісія Мазюї |
| 2012 | Корпорація «Святі мотори»                         | Holly Motors                       | Леос Каракс • Номінація: Премія «Сезар» за найкращу операторську роботу                                                                                                  |
| 2012 | Анна Арендт                                       |                                    | Маргарете фон Тротта |
| 2013 | Останній з неправедних                            | Le Dernier des injustes            | Клод Ланцман |
| 2014 | Ціна слави                                        | La Rançon de la gloire             | Ксав'є Бовуа |
| 2015 | Антиквар                                          | L'Antiquaire                       | Франсуа Марґолін |
| 2016 | Невинні                                           | Les Innocentes                     | Анн Фонтен • Номінація: Премія «Сезар» за найкращу операторську роботу                                                                                                   |
| 2016 | Берегині                                          | Les gardiennes                     | Ксав'є Бовуа • Номінація: Премія «Сезар» за найкращу операторську роботу                                                                                                 |
| 2021 | Аннетт                                            | Annette                            | Леос Каракс |